# 福基諾 (濱海邊疆區)

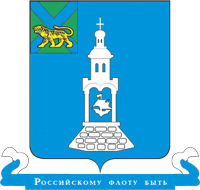
福基诺市徽

福基诺是俄罗斯滨海边疆区的一座保密行政区。位于彼得大帝湾畔，海参崴和纳霍德卡之间。该地是俄罗斯太平洋舰队的驻地，外国人必须持通行证才能到访。但该市的普提雅廷島和Askold岛已开放给普通游客游览。现有人口26,457人。